# Leucauge vibrabunda
Leucauge vibrabunda este o specie de păianjeni din genul Leucauge, familia Tetragnathidae. A fost descrisă pentru prima dată de Simon, 1896. Conform Catalogue of Life specia Leucauge vibrabunda nu are subspecii cunoscute.